# Chroma (músico)
Masaki Sekikawa (関川聖城, Sekikawa Masaki, Hachinohe, 16 de setembro de 1993), mais conhecido como Chroma (黒魔, Kuroma), é um músico japonês. A partir de 2007, quando ainda estava no ensino médio, ficou notório por um vídeo viral onde toca a trilha sonora Super Mario Bros., quando ainda não tinha conhecimentos sobre música, produção que foi considerada "terrível". Com o tempo, Sekikawa começou a evoluir seu estilo, começando a trabalhar com o programa Vocaloid, onde recebeu o prêmio de Hall da Fama.
Seu crescimento como artista surpreendeu usuários da Internet e foi destaque em artigos de notícias. Após se formar em música aos 20 anos, mudou-se para Tóquio e se tornou um freelancer independente. Desde então, Sekikawa é um compositor dos jogos Sound Voltex, da série Bemani, da Konami, onde foi premiado com o Prêmio de Maior Excelência por sua canção "I", em 2018. Depois, lançou seus próprios álbuns em serviços de streaming.

## Juventude e vídeos virais
Masaki Sekikawa nasceu em Hachinohe, Aomori, em 16 de setembro de 1993. Ele comentou que, quando pequeno, tinha poucos amigos e sofria de bullying, mas gostava de desenhar, contar histórias e fazer músicas. Começou a compor na 3.ª ou 4.ª série do ensino fundamental, sendo ensinado por seu irmão seis anos mais velho, num programa de computador que criava músicas em loops. Sekikawa tinha interesse em jogos eletrônicos mas, como não tinha muito dinheiro, costumava jogar em consoles antigos de seu irmão. Ele ouvia música enquanto jogava, e citou seu gosto pela trilha sonora do jogo Chrono Trigger.
Usando o software de composição "Singer Song Writer", apresentado por seu irmão, Sekikawa tentou reproduzir a ouvido a música principal da primeira fase de Super Mario Bros. Na época, Sekikawa estava no segundo ano do ensino médio. Ele comentou que, quando ouviu a música, "percebeu que algo estava errado", mas seu irmão disse: "Não sei como consertar". Mesmo assim, seu irmão lançou a música para "se divertir", em 2007, no Nico Nico Douga. Algum tempo depois, o vídeo estava em primeiro lugar no ranking da categoria de jogos da plataforma. A música demonstra o desconhecimento de pitch de Sekikawa na época e ficou notória por ser considerado "terrível". O vídeo se tornou viral e chegou a acumular 2,8 milhões de acessos. Posteriormente, Sekikawa fez outros vídeos da "série".

## Evolução
| “ | Depois disso, comecei a fazer músicas, anunciar online, colocá-las num CD e vender em eventos. Meu sonho no colégio era ser um criador de músicas para jogos. Um dia, ouvi que "músicos precisam da habilidade de escrever muitas músicas" e decidi "fazer cem músicas por ano" e realmente as fiz. Não uso nenhum instrumento musical e me dedico a todas as composições. Eu também desenho as ilustrações de fundo dos videoclipes. | ” |

Algum tempo depois, Sekikawa ficou "fascinado" pelo software Hatsune Miku, de Vocaloid, começando a produzir músicas através dele e conhecendo produtores musicais da comunidade do programa. Numa entrevista, ele comentou: "Acho que teria sido completamente diferente sem Nico Douga e Vocaloid. Eu não teria sido capaz de me conectar com tantas pessoas como faço agora". Em 2011, uma de suas músicas de Vocaloid ultrapassou os 100 mil acessos e alcançou o "Hall da Fama do VOCALOID".
| “ | Pude sentir a alegria de escrever canções por causa das pessoas que as ouviram e me deram suas impressões, as pessoas que realmente aceitaram minhas canções e as pessoas ao meu redor. | ” |

Seu crescimento como artista surpreendeu usuários da Internet e foi destaque em artigos de notícias. Um artigo da Kotaku Japan, publicado de 2015, sobre a melhora na qualidade das músicas de Sekikawa, diz, sobre uma música recente de Sekikawa, em comparação a seu vídeo viral: "isso é prova de seis anos de crescimento [...] você percebe a diferença nos primeiros três segundos [...] Se trabalharmos duro por 6 anos, podemos crescer como outra pessoa". Outro artigo, da ITmedia, comparando duas músicas de Sekikawa, a primeira seu vídeo viral e a outra feita em 2014, notou: "Ambas são obras da mesma pessoa, mas a primeira tem ritmo e som estranhos, e a finalização te faz rir só de ouvir. Este último tem um arranjo amplo e bonito enquanto reproduz a melodia e a atmosfera da música original".
Depois de se formar no colégio em Hachinohe, ele ingressou no departamento de música de uma escola vocacional de música eletrônica na cidade de Sendai, aprendendo o básico da teoria da composição e da performance. Formou-se aos 20 anos e tornou-se um freelancer independente. Depois de trabalhar em sua cidade natal, Aomori, por um tempo, ele se mudou para Tóquio em agosto de 2014, escrevendo canções "todos os dias", enquanto compartilhava, na época da entrevista, um quarto com um amigo que conheceu na comunidade do Vocaloid.

## Trabalho recente
Músicas de Sekikawa foram adotadas no jogo Sound Voltex, da série Bemani, da Konami. Em março de 2016, ele tocou músicas ao vivo no evento Exit Tunes Dance Party junto com outros músicos de Sound Voltex. Neste mesmo ano, ele foi um dos compositores da trilha sonora de Show by Rock!!. Em 2018, Sekikawa ganhou o prêmio máximo (Prêmio de Maior Excelência) do 7.º Concurso de Canção Original do KONAMI Arcade Championship (KAC), por sua canção "I", do jogo Sound Voltex. Posteriormente, passou a publicar álbuns em serviços de streaming. No ano seguinte em 24 de abril, Sekikawa lançou o álbum Ai o Yorokobu Machi (愛を喜ぶ街), através da Not Records. Em outubro de 2023, lançou o álbum Tailless Hero.

## Discografia
Abaixo estão listados os álbuns de estúdio de Sekikawa disponíveis em serviços de streaming.
| Ano  | Título                                                |
| ---- | ----------------------------------------------------- |
| 2019 | Ai o Yorokobu Machi (愛を喜ぶ街) - Formato: Streaming |
| 2023 | Tailless Hero - Formato: Streaming                    |